# Deutsch-estnische Beziehungen
Bilaterale Beziehungen zwischen Deutschland und Estland bestanden ab dem 9. Juli 1921 und wieder seit dem 28. August 1991.
Estland verfügt über eine Botschaft in Berlin und Honorarkonsuln in Hamburg, Ludwigsburg, Grasbrunn bei München, Düsseldorf und Kiel. Deutschland besitzt eine Botschaft in Tallinn. Beide Länder sind Mitglieder der Europäischen Union, der NATO und des Ostseerates.

## Geschichte
Seit der Zugehörigkeit Estlands zum Gebiet des Deutschen Ordens im Mittelalter spielten die Deutschbalten eine bedeutende Rolle in der estnischen Gesellschaft.

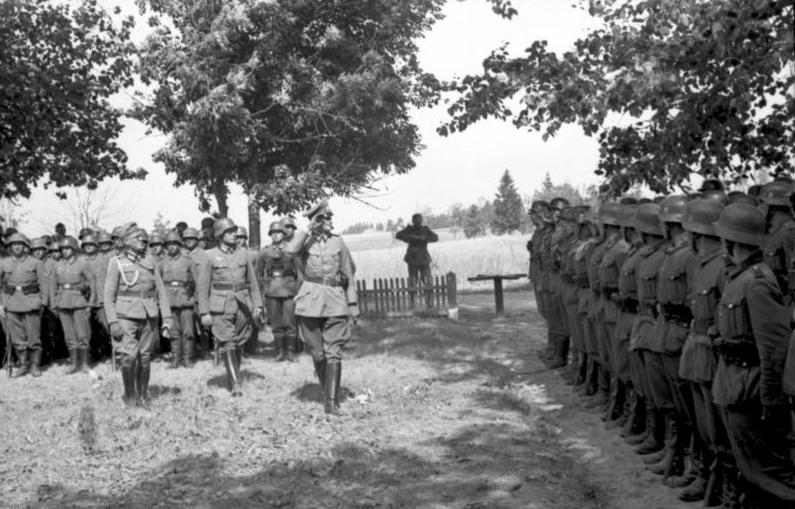
Deutsche Truppen besetzen Estland, August 1941

Die Universität Tartu war zwischen 1802 und 1893 eine deutschsprachige Hochschule – über 50 Prozent der Professoren waren „Reichsdeutsche“, weitere 40 Prozent Deutschbalten.
Zum Ende des Ersten Weltkriegs (im Februar 1918) wurde das im Jahr 1710 Russisch gewordene Estland von deutschen Truppen besetzt. Es gelang den Esten in der Folge, ihre Unabhängigkeit im Estnischen Freiheitskrieg (1918–1920) gegen Sowjetrussland und die unter deutschem Kommando stehende Baltische Landeswehr durchzusetzen. Auf Seiten der Esten kämpfte das deutsch-baltische Baltenregiment. 1921 erkannte Deutschland die Unabhängigkeit Estlands an, und die beiden Länder nahmen diplomatische Beziehungen auf.
1939 schloss das Deutsche Reich einen Nichtangriffspakt mit Estland. Im Oktober 1939 wurden die Deutschbalten zwangsweise in den „Warthegau“ umgesiedelt.
Im Hitler-Stalin-Pakt wurde Estland dem sowjetischen Interessengebiet zugeschlagen. Am 16. Juni 1940 stellte die sowjetische Regierung Estland ein Ultimatum und besetzte und annektierte es anschließend. Die neuen Machthaber verfolgten und ermordeten oder deportierten größere Teile der estnischen Elite. Nach dem Überfall des Deutschen Reiches auf die Sowjetunion am 22. Juni 1941 wurde Estland im August 1941 von deutschen Truppen besetzt. Bis Oktober 1944 dauerte die Besatzung an. Als die deutschen Truppen zurückwichen, wurde das Land erneut von der Sowjetunion besetzt und als "Estnische SSR" in die Sowjetunion eingegliedert. 1991 konnte Estland seine Unabhängigkeit schließlich durch Demonstrationen wie dem Baltischen Weg zusammen mit den anderen baltischen Staaten gegenüber dem in seine Bestandteile zerfallenden Sowjetstaat durchsetzen. 

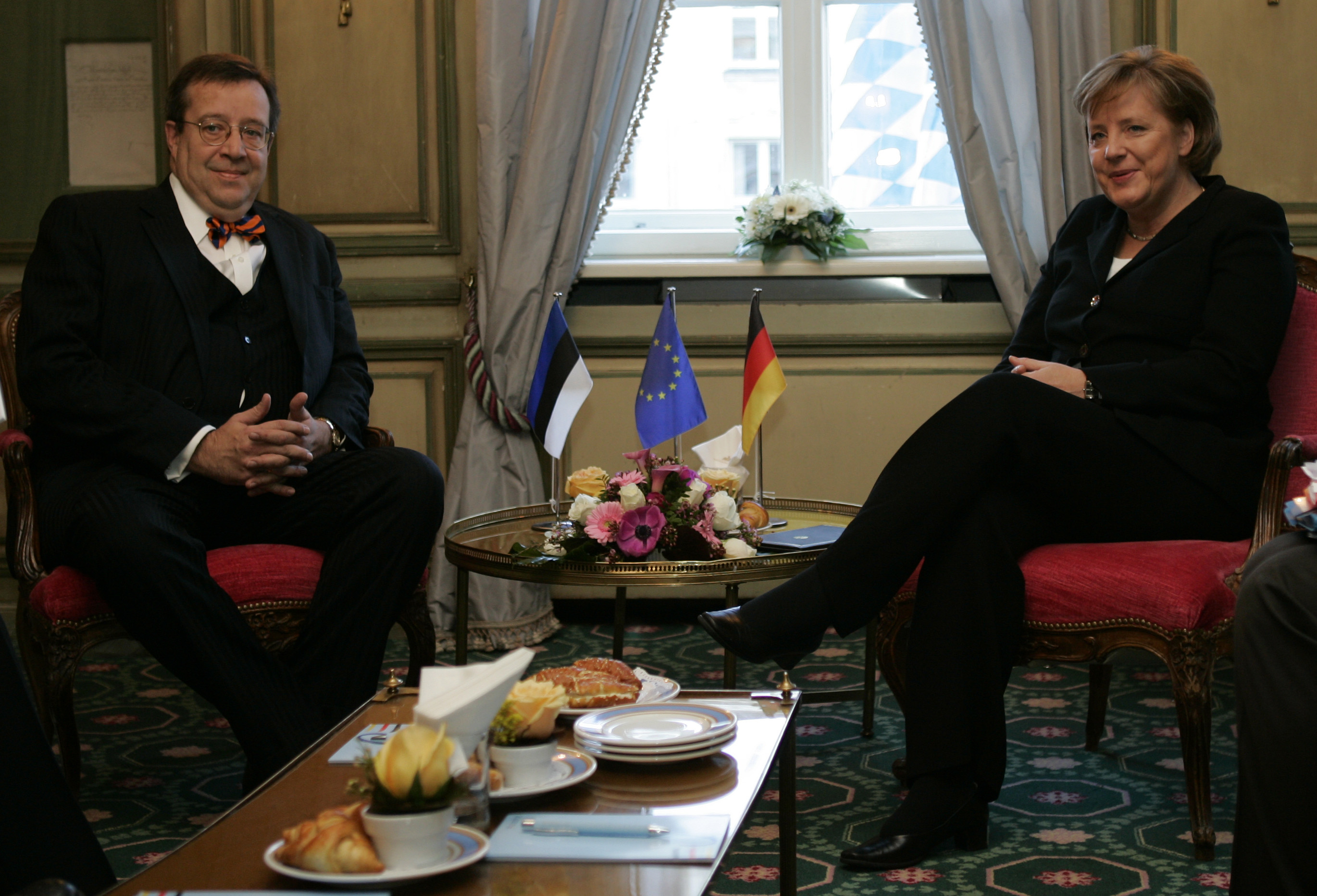
Der estnische Präsident Toomas Hendrik Ilves mit Bundeskanzlerin Angela Merkel auf der 43. Münchner Sicherheitskonferenz 2007

Acht Tage nach der estnischen Unabhängigkeitserklärung nahm Deutschland am 28. August 1991 die diplomatischen Beziehungen zu Estland wieder auf. Inzwischen ist das Land in die europäischen Strukturen eingebunden, die Beziehungen zum EU-Partner Deutschland sind freundschaftlich.

## Diplomatischer Austausch
Die Deutsch-Baltische Parlamentariergruppe pflegt die Beziehungen zwischen dem Deutschen Bundestag und dem Riigikogu. Vorsitzender in der 18. Wahlperiode ist Alois Karl (CDU/CSU). Stellvertretende Vorsitzende sind René Röspel (SPD), Axel Troost (Die Linke) und Konstantin von Notz (Bündnis 90/Die Grünen).